# Mohammad Esmaïli
Mohammad Esmaili (en persan : محمد اسماعیلی), né le 26 août 1934 à Téhéran et mort le 13 août 2023, est un percussionniste iranien.

## Carrière
Très jeune, Mohammad Esmaïli est encouragé et guidé dans son attirance pour le tombak par ses oncles Morteza et Mostafa Gorine-zadeh, respectivement trompettiste et clarinettiste. 
En 1951, il suit les cours de Hossein Tehrani.  Puis, dès 1958, après de rapides progrès, il commence à jouer avec des groupes importants. En particulier, il joue au sein du groupe de tombaks d'Hossein Tehrani. 
En 1964, il commence à enseigner à l'École supérieure de musique. 
Il succède à son maître en accompagnant maître Faramarz Payvar (santour) dans un duo qui se produit depuis plus de 30 ans. Il accompagne pendant longtemps également, le groupe de maître Pâyvar.
Il prend la tête du département de tombak au ministère de la Culture, en 1966. 
Parmi ses très nombreux élèves, on peut citer Nâsser Farhangfar, Siamak Banai, Morteza Ghassemi, Madjid Hessabi.

## Publication
Il a publié  la méthode (Amouzesh Tonbak (ٱموزش تنبك)[pas clair] , développée par son maître,  en collaboration avec Hoshang Zarif, Mostafa Kamalportorab, Farhad Fakhrodini et Hosain Dehlavi.